# Macleay (fleuve)
Pour les articles homonymes, voir MacLeay.
Le Macleay (en anglais : Macleay River) est un des principaux cours d'eau de la Côte Nord, dans l'État de Nouvelle-Galles du Sud, en Australie. 

## Géographie
Les sources du fleuve comme celles de la Guyra sont situées sur le côté oriental des Plateaux du nord près de Walcha et d'Armidale. C'est de là que viennent les rivières Chandler, Styx et Apsley qui sont des affluents importants du Macleay. Celles-ci et d'autres affluents comme les rivières Tia, Dyke et Yarrowitch traversent un certain nombre de gorges et ont des chutes d'eau spectaculaires dans le parc national des Oxley Wild Rivers. Le Macleay, formé de la confluence des rivières Gara, Salisbury Waters et Bakers Creek, coule en direction du sud-est vers la ville de Kempsey et après avoir parcouru un total de 298 kilomètres se jette dans l'océan Pacifique, à South West Rocks.